# Semaeopus sabuloides
Semaeopus sabuloides är en fjärilsart som beskrevs av William Schaus 1901. Semaeopus sabuloides ingår i släktet Semaeopus och familjen mätare. Inga underarter finns listade i Catalogue of Life.